# Spencer Davis
Spencer Davis, nacido como Spencer David Nelson Davies (Swansea, Gales; 17 de julio de 1939-Los Ángeles, California; 19 de octubre de 2020) fue un músico británico y multinstrumentista, fundador del grupo beat de los años 1960 al cual le dio su nombre The Spencer Davis Group.

## Biografía

### Infancia y primeros años
Davis nació en Swansea, en el sur de Gales. Su padre era un paracaidista. Influenciado por su tío Herman, quien tocaba la mandolina, Spencer Davis aprendió a tocar la armónica y el acordeón a los 6 años de edad. Luego asistió a la Dynevor School donde pasó siete exámenes con un lato nivel del GCE. Se trasladó a Londres cuando tenía 16 años, y comenzó a trabajar en el Servicio Civil como oficial administrativo de la Post Office Savings Bank en Hammersmith y también trabajó en HM Customs and Excise; pero más tarde volvió a su antigua escuela para estudiar un nivel avanzado en idiomas, convirtiéndose en director en 1959. En 1960, se trasladó a Birmingham, para aprender  el alemán en la University of Birmingham. En los medios de la música, Davis fue conocido más tarde como "profesor".

### Carrera musical
Sus primeras influencias musicales fueron el skiffle, jazz y blues, los géneros más grandes de la música popular en la década de 1960. Sus influyentes artistas incluyen a Big Bill Broonzy, Huddy Ledbetter, Buddy Holly, Davey Graham, John Martyn, Alexis Kornet y Long John Baldry. Durante el tiempo que tenía 16 años, Davis fue enganchando con la guitarra y el rhythm and blues estadounidense haciendo su camino por el Atlántico. Con pocas oportunidades de escuchar R&B en Gales del Sur, Davis buscó cualquier actuación que llegó a la ciudad. Cuando oyó una banda llamada Dixieland quienes realizaron una versión de skiffle de la canción de R&B "John Henry", Davis formó una banda llamada The Saints, con Bill Perks, quien más tarde cambió su nombre a Bill Wyman.
Cuando Davis se trasladó a Birmingham, como estudiante a menudo actuó en un escenario después de su enseñanza como profesor, dio por finalizado ese trabajo. En Birmingham, trabajó con Christine Perfect, quien más tarde se casó con el músico de Fleetwood Mac John McVie. Fueron buscando y tocando en varios clubes de folk con el trío de Ian Campbell. Con Perfect en el piano y Davis en la guitarra de 12 cuerdas, interpretaron canciones de folk canadienses , tales como "Spring Hill" y "Nova Scotia". También interpretaron canciones de W.C. Handy y "Lead Belly".

### En The Spencer Davis Group
En 1963, Davis fue a una casa pública de Birmingham para ver Muff Woody, una banda de jazz tradicional integrada por Muff y Steve Winwood. Steve, tenía quince años en aquel momento, y ya tenía ofertas por sus habilidades musicales. Books, cinco años mayor que su hermano, fue un consumado músico de jazz. Davis persuadió a unirse a él y al baterista Pete York como un cuarteto de Rhythm and Blues. Davis realizaba acordes con la  guitarra, la voz y la armónica, Steve Winwood en la guitarra, órgano y voz, Muff Winwood en el bajo y Pete York en la batería. Destacándose principalmente con covers de R&B , la banda tocó primero en el Golden Eagle pub de Hill Street, pero dentro de un año habían desembarcado un concierto regular en The Marquee, y en 1964 habían cambiado el nombre a The Spencer Davis Group. El grupo tuvo éxitos No. 1 en el Reino Unido con lanzamientos consecutivos en 1966 ("Keep on Running" y ""Somebody Help Me"). Los Winwood cantaron también en varios hits de todos los Spencer Davis Group hasta I'm a Man" en 1967.
Spencer Davis Group continuó después de Winwood se separara para formar el grupo Traffic en abril de 1967 y se dividieron en 1969. Otra formación del grupo con Davis y York apareció en 1973 y se disolvieron a finales de 1974. Los integrantes de la banda han realizado varios conciertos en los últimos años, bajo la dirección de Davis.

### Carrera en solitario
Después de que el grupo se disolvió, Davis se trasladó a California y grabó un álbum en vivo con Peter Jameson, It's Been So Long para Mediarts a mediados de 1971. Siguió con un álbum en solitario llamado Mousetrap publicado por United Artists. Ni vendido. Poco después, regresó al Reino Unido y formó nuevamente los Spencer Davis Group con quien firmó un contrato con Vértigo.

### Fallecimiento
Davis falleció el 19 de octubre de 2020 a los 81 años de edad a causa de un ataque al corazón.